# Окружний провулок (Київ)
Окружни́й прову́лок — зниклий провулок, що існував у Жовтневому, нині Солом'янському районі міста Києва, місцевість Караваєві дачі. Пролягав від Волочаївської до Індустріальної вулиці.

## Історія
Виник у 1-й третині ХХ століття під назвою Нова вулиця. Назву Окружний провулок отримав 1955 року. Ліквідований разом із навколишньою малоповерховою забудовою у 1978 році.